# علي أبو زهري
علي زيدان محمود أبو زهري (10 مايو 1948) سياسي وأكاديمي فلسطيني من مواليد غزة، شغل منصب وزير النقل والمواصلات، ووزير التربية والتعليم والتعليم العالي، كما شغل منصب رئيس جامعة الأقصى في غزة. يشغل حالياً منصب رئيس الجامعة العربية الأمريكية في الضفة الغربية، وهو عضو اللجنة التنفيذية لمنظمة التحرير الفلسطينية.

## حياته
ولد علي زيدان محمود أبو زهري بتاريخ 10 مايو 1948 في غزة، حصل أبو زهري على شهادة البكالوريوس في الكيمياء عام 1970 من جامعة أسيوط في جمهورية مصر العربية، كما حصل من ذات الجامعة على درجتي الماجستير في الكيمياء الكهربائية، والدكتوراه في الكيمياء التحليلية.

## مناصبه
- وزير سابق لوزارة النقل والمواصلات الفلسطينية.[7]
- وزير سابق لوزارة التربية والتعليم والتعليم العالي.[8]
- الرئيس السابق لجامعة الأقصى في غزة.[9]
- رئيس الجامعة العربية الأمريكية بفرعيها في الزبابدة وضاحية الريحان بالضفة الغربية، منذ 2 سبتمبر 2015.[10]
- رئيس دائرة التربية والتعليم في منظمة التحرير الفلسطينية، منذ 10 حزيران 2013.[11]
- رئيس اللجنة الوطنية الفلسطينية للتربية والثقافة والعلوم، منذ 1 أبريل 2019.[12]
- عضو اللجنة التنفيذية لمنظمة التحرير الفلسطينية، منذ 30 أبريل 2018.[13]